# Skiren (Svennevads socken, Närke)
Skiren är en sjö i Hallsbergs kommun i Närke och ingår i Motala ströms huvudavrinningsområde.